# Enrique Jonama Darnaculleta
Enrique Jonama Darnaculleta fou un empresari i polític català, alcalde de l'Hospitalet de Llobregat durant els primers anys del franquisme
Fou empleat de Sabadell i Henry sota les ordres de Demetrio Carceller Segura. Quan Sabadell i Henry es va integrar dins la petroliera CAMPSA fou representant d'una empresa de lubricants. Segons informes oficials durant els anys de la Segona República Espanyola militava en el Partit Republicà Radical i el 1932 fou nomenat fiscal del jutjat municipal, mentre que el 1934 les seves simpaties anaven pel Partit Republicà Radical Socialista i per Manuel Azaña. En esclatar la Guerra Civil espanyola s'allunyà d'aquests sectors i simpatitzà amb les dretes, però va romandre a l'Hospitalet de Llobregat, va prosperar econòmicament i es va inventar un passat fals com a quintacolumnista.
En acabar la Guerra Civil espanyola (1939) es va afiliar a la Falange Española de las JONS i intentà integrar-se en la gestora municipal provisional com a tinent d'alcalde de José Wenceslao Marin López. Quan aquest fou destituït fou confirmat com a alcalde gràcies al suport de Demetrio Carceller Segura (a canvi d'incorporar el seu cunyat, depurat per haver estat subinspector de la Generalitat, com a tinent d'alcalde). Fou autor del bàndol municipal on es prohibia parlar el català als funcionaris municipals dins de l'exercici de la seva feina. Gràcies al seu suposat passat quintacolumnista el 1940 fou nomenat cap local de la FET-JONS. Després d'un breu parèntesi entre 1944 i 1945, va mantenir-se en el càrrec d'alcalde fins al 1952.
Durant el seu segon mandat va realitzar activitats fraudulentes en els abastaments de la ciutat, cosa que provocà denúncies d'abús d'autoritat i prevaricació en l'abastament de carn. Per aquest motiu fou destituït pel governador civil de Barcelona, Felipe Acedo Colunga.